# Trigona crassipes
Trigona crassipes (лат.) — вид пчёл рода тригоны из трибы Meliponini семейства Apidae (Apinae). Отличаются от всех пчёл своей некрофагией, для выкармливания своих личинок используют падаль позвоночных.

## Распространение
Эндемичный неотропический вид, который встречается в Южной Америке (Бразилия, Колумбия, Суринам, Французская Гвиана, Эквадор).

## Описание
Среднего размера пчёлы, которые не используют жало при защите. Длина рабочих 4,9—6,1 мм, самцов 6,6 мм. Поверхность хитинового покрова чёрная.
Также как и виды Trigona hypogea и Trigona necrophaga эти пчёлы для выкармливания своих личинок используют падаль позвоночных.
Отсутствие корзиночки на задней ноге и уменьшение гигантских щетинок на губных щупиках, фуражировка рабочих за падалью, отсутствие хранимой пыльцы в гнездах и полное отсутствие пыльцевых зерен в личиночных продуктах демонстрируют облигатную некрофагию у всех этих трёх безжальных социальных пчел рода Trigona.
Численность взрослых особей в гнездах большая; в одном из исследованных гнезд она достигла 210 000 особей. Пчелы у входа в гнездо обычно нападали на наблюдателей, интенсивно кусали и откладывали смолу. Кусачие рабочие преследовали нарушителя на расстоянии до 30 м. Все колонии гнездились на живых деревьях на высоте от 2 до 10 м над уровнем земли. Некоторые гнёзда находились на одном дереве рядом с гнёздами других пчёл (Scaura, Scaptotrigona, Trigona), а также с муравьями и термитами. Все остальные гнезда были одиночными на деревьях стволах, которые они занимали.

## Классификация
Вид был впервые описан в 1793 году под названием Apis crassipes Fabricius, 1793. Включён в состав рода тригоны из трибы Meliponini подсемейства Apinae (Apidae).